# Proacidalia pluriradiata
Proacidalia pluriradiata är en fjärilsart som beskrevs av Ruggero Verity 1950. Proacidalia pluriradiata ingår i släktet Proacidalia och familjen praktfjärilar. Inga underarter finns listade i Catalogue of Life.